# Muara Sentosa
Muara Sentosa is een bestuurslaag in het regentschap Tanjung Balai van de provincie Noord-Sumatra, Indonesië. Muara Sentosa telt 4632 inwoners (volkstelling 2010).